# 안도 아키라
안도 아키라(일본어: 安東 輝, 1995년 6월 28일 ~ )는 일본의 축구 선수이다.

## 구단 경력
그는 2014년부터 2023년까지 J리그의 쇼난 벨마레, 후쿠시마 유나이티드 FC, 츠바이겐 가나자와, 마쓰모토 야마가 FC, 미토 홀리호크에서 활동하였다.